# 斉藤悠
斉藤 悠（さいとう ゆう、1984年〈昭和59年〉7月20日 - ） は、日本の俳優、モデル。アクトレインクラブ所属。身長177cm。体重63kg。父は斎藤洋介。千葉県松戸市出身。

## 来歴
17歳の時、「MAJIMAJI」でモデルデビューした。CMや雑誌で活動。その後、俳優としての活動も開始。
2008年、ドイツ映画『赤い点/The Red Spot』（監督：宮里麻里枝）でモントリオール世界映画祭に参加し注目を集めた。同年11月5日、映画監督・望月六郎演出・脚本の、舞台『贋作 舞姫』（浅草東洋館）で主演を務めた。
2012年江戸糸あやつり人形座の人形劇公演に出演。同年映画『はなればなれに』が東京国際映画祭で上映された際には、監督・下手大輔らと共に舞台挨拶を務めた。同作品で、2013年台北映画祭にも招待されている。

## 人物
2008年10月19日放送の「週刊えみぃSHOW」（読売テレビ）で2歳年上のダンサーの女性と結婚することを明かした。友人の紹介で知り合い、2年間の交際を経てのゴールインとなった。本来は入籍を2009年1月に予定していたが、2008年12月25日、クリスマスという事もあり結婚記念日にも調度いいと思い、入籍した。2009年3月18日、長男誕生。
特技はラグビー・サッカー・バスケットボール。

## 出演

### テレビドラマ
- ID（2003年、テレビ朝日）
- 黒い太陽SP（2007年、テレビ朝日）
- 女タクシードライバーの事件日誌4（2008年）
- 炎の警備隊長・五十嵐杜夫7（2008年） - 近江清
- ケータイ刑事 銭形海（2008年、BS-i）
- 四つの嘘（2008年、テレビ朝日）
- 遺留捜査 第2話（2011年4月20日、テレビ朝日） - 柏木裕也 役
- 大河ドラマ（NHK）
  - 江〜姫たちの戦国〜 （2011年） - 宇喜多秀家 役
  - 八重の桜（2013年） - 越前藩主・松平茂昭 役
  - 軍師官兵衛（2014年） - 斎藤龍興 役
- 女取調官1（2011年1月24日、TBS） - 小田垣悦也 役
- 監察医・篠宮葉月 死体は語る11（2012年） - 丸山俊彦
- 女王様のおもてなし（2014年、NOTTV）
- 家族狩り (テレビドラマ)（2014年、TBS）
- Nのために（2014年、TBS）
- 警視庁捜査一課9係 season10 第5話（2015年5月27日、テレビ朝日） - 樋口栄 役
- 刑事7人 第1話（2015年7月15日、テレビ朝日） - 浅田一也 役
- ソタイ 組織犯罪対策課2（2016年4月13日、テレビ東京） - 港刑事 役
- 相棒
  - Season16 第17話「騙し討ち」（2018年2月21日） ‐ 稲葉芳郎 役
  - Season20 第6話「マイルール」（2021年11月17日） - 村上健一 役
- 特捜9 season3 第3話（2020年4月22日、テレビ朝日） - 栗原俊也 役
- アイシー〜瞬間記憶捜査・柊班〜 第9話・最終話（2025年3月18日・25日、フジテレビ） - 若林刑事 役[1]

### 映画
- 沖縄デジタルアーカイブ 世界遺産 PV（2000年）
- ホテルウォータームーン（2000年）
- 青い季節（2003年）
- 探偵同盟（2006年）
- サンシャインダイアリー（2008年）
- 今度の日曜日に（2008年）
- 赤い点（ドイツ語版）（2008年） - 長岡淳 役
- はなればなれに（2012年） - 英斗 役
- ユダ（2012年）
- 全開の唄（2012年）
- 図書館戦争（2012年）
- 凶悪（2013年） - 日野佳政 役
- 奴隷区（2013年）
- 日々ロック（2014年）
- ブラックフィルム（2014年）
- キュクロプス（2018年） - 西拓巳 役

### 舞台
- ROGO3「三日月堂書店」（2007年）
- ROGO3「逃げていくもの」（2008年）
- CORNFLAKES「しあわせになりたい」（2008年）
- まつもと市民芸術館「ウル・ファウスト」（2008年、まつもと市民芸術館）
- 劇団ドガドガプラス「贋作 舞姫」（2008年、浅草東洋館） - 主演
- 桜姫（2009年、シアターコクーン）
- まつもと市民芸術館「エドワード・ボンドの「リア」」（2009年、まつもと市民芸術館）
- わが町（2011年、新国立劇場）
- オーカッサンとニコレット（2011年4月、笹塚ファクトリー）
- パルコ・プロデュース「幽霊たち」（2011年6月 - 7月、PARCO劇場）
- カンパニーデラシネラ「ロミオとジュリエット」（2012年）
- 江戸糸あやつり人形座「コーカサスの白墨の輪」（2012年）
- 響きの国のアリス（2012年、日生劇場）
- 風琴工房「国語の時間」（2013年、座・高円寺1）
- あうるすぽっと「鑑賞者」（2013年）
- 華のん企画「ハムレット」（2014年、あうるすぽっと 他）
- 東宝  ロンドン版「ショーシャンクの空に」（2015年、シアタークリエ、キャナルシティ劇場）
- エウリディケ（2024年、世田谷パブリックシアター 他）[2]
- セツアンの善人（英語版）（2024年、世田谷パブリックシアター 他）[3]
- ケムリ研究室「ベイジルタウンの女神」（2025年、世田谷パブリックシアター 他）[4]
- シッダールタ（2025年 - 2026年〈予定〉、世田谷パブリックシアター 他）[5]

### CM
- モスバーガー「しあわせな時間」（2005年）
- ユニリーバ「AXE」（2007年）
- 佐川急便「SAGAWAがあるじゃないか篇」
- 東芝「東芝未来科学館」

### 広告
- 尾崎商事（2000年）
- HAKKA（2000年）
- 尾崎商事「学生服カタログ」（2002年）
- GOLDWIN「スノーボードウエアカタログ」（2005年）

### SHOW
- ヒロミチナカノ
- MAJIMAJI - デビュー作
- JUNNKO KOSHINO

他

### 雑誌
- Hot-dog PRESS
- GET ON!
- Tarzan
- Street Jack
- ゼクシィ
- MEN'S NON-NO
- Tokyo Walker

他